# Ixodes procaviae
Ixodes procaviae är en fästingart som beskrevs av Joseph Charles Arthur och Burrow 1957. Ixodes procaviae ingår i släktet Ixodes och familjen hårda fästingar. Inga underarter finns listade i Catalogue of Life.